# 河豚塔
河豚塔是位于中国江苏省扬中市世博园西沙岛的景观塔。按照真实河豚鱼等比例放大建造，长90米，宽44米，高62米。建成以来成为扬中市重要地标。。因为7000万元的高昂造价，地标河豚塔的建造是否合理引发广泛争议。

## 概要
河豚塔由同济大学建筑设计院建筑师黄一如设计，是中国最大的异形钢结构城市雕塑。钢结构最外层由8920块黄铜幕墙表皮包裹。

## 争议
舆论认为巨资兴建地标是对中央节俭型政府政策的挑战，媒体质疑7000万元中可能有部分被官员贪污。。